# 菲根
菲根是奥地利蒂罗尔州施瓦茨县的一个市镇。总面积6.64平方公里，总人口3648人，人口密度549.4人/平方公里（2005年）。